# Нойбіберг
Нойбіберг (нім. Neubiberg) — громада в Німеччині, розташована в землі Баварія. Підпорядковується адміністративному округу Верхня Баварія. Входить до складу району Мюнхен.
Площа — 5,77 км2. Населення становить 14 636 ос. (станом на 31 грудня 2020).